# عمر سيفوري
إنريكيه عمر سيفوري (بالإسبانية: Omar Sívori)‏، من مواليد 2 أكتوبر 1935 وتوفي في 17 فبراير 2005، لاعب كرة قدم أرجنتيني، وقد لعب مع منتخب إيطاليا لكرة القدم في كأس العالم لكرة القدم 1962، وقد كان يلقب بالرأس الكبير.
لعب سيفوري مع منتخب الأرجنتين لكرة القدم 18 مباراة وسجل 9 أهداف، وقد ساعدهم على الفوز بكأس كوبا أميركا 1957.
و كان سيفوري يلعب مع نادي ريفر بليت الأرجنتيني، وقد اشتراه نادي يوفنتوس الإيطالي في عام 1957، وقد ساعدهم على الفوز بثلاثة ألقاب للدوري الإيطالي وكأس إيطاليا مرتين، وقد سجل سيفوري 167 هدف في 253 مباراة، وفي عام 1965 انتقل إلى نادي نابولي، وساعدهم على الحصول على المركز الثاني مرتين، وفي عام 1969 اعتزل كرة القدم.
و قد لعب سيفوري مع منتخب إيطاليا لكرة القدم، وقد شارك معهم في 9 لقاءات وسجل 8 أهداف، وقد أختاره بيليه ضمن قائمة أفضل 125 لاعب حي.

## روابط خارجية
- عمر سيفوري على موقع IMDb (الإنجليزية)
- عمر سيفوري على موقع الاتحاد الدولي (مؤرشف)  (الإنجليزية)
- عمر سيفوري على موقع قاعدة بيانات كرة القدم.إي يو (الإنجليزية)
- عمر سيفوري على موقع ناشيونال فوتبول تيمز (الإنجليزية)
- عمر سيفوري على موقع عالم كرة القدم.نت (الإنجليزية)